# Agnes Jebet Ngetich
Agnes Jebet Ngetich (* 23. Januar 2001) ist eine kenianische Leichtathletin, die sich auf den Langstreckenlauf spezialisiert hat. 2023 gewann sie bei den Crosslauf-Weltmeisterschaften die Bronzemedaille im Einzelrennen sowie die Goldmedaille in der Teamwertung. Seit 2024 ist sie zudem Inhaberin des Weltrekordes im 10-km-Straßenlauf.

## Sportliche Laufbahn
Erste internationale Erfahrungen sammelte Agnes Jebet Ngetich bei den Crosslauf-Weltmeisterschaften 2023 in Bathurst, bei denen sie nach 34:00 min die Bronzemedaille im Einzelrennen hinter ihrer Landsfrau Beatrice Chebet und Tsigie Gebreselama aus Äthiopien gewann. Zudem gewann sie in der Teamwertung die Goldmedaille. Im August belegte sie bei den Weltmeisterschaften in Budapest in 31:34,83 min den sechsten Platz im 10.000-Meter-Lauf. Im Jahr darauf stellte sie im Januar in Valencia mit 28:46 min einen neuen Weltrekord im 10-km-Straßenlauf auf und anschließend belegte sie bei den Crosslauf-Weltmeisterschaften in Belgrad in 31:27 min den fünften Platz.
Am 26. April 2025 stellte Ngetich in Herzogenaurach auch einen 10-km-Weltrekord in einem Women's Only Rennen auf. Mit einer Zeit von 29:27 min gelang ihr als erste Läuferin in einem Women's Only Rennen eine Zeit unter 30 Minuten.

## Persönliche Bestzeiten
- 3000 Meter: 8:32,63 min, 15. Juni 2023 in Oslo
- 5000 Meter: 14:36,70 min, 9. Juni 2023 in Paris
- 10.000 Meter: 31:34,83 min, 19. August 2023 in Budapest
- 10-km-Straßenlauf: 28:46 min, 14. Januar 2024 in Valencia (Weltrekord)